# 청색시대
"청색시대"는 1976년에 개봉한 대한민국의 영화이다.

## 캐스팅
- 이영호
- 정다화
- 최미나
- 장제훈
- 김하림
- 김인순
- 김추련
- 김종숙
- 봉승현
- 이경재
- 신구
- 주증녀
- 최성호
- 전숙
- 최석
- 조덕성
- 김기종
- 김경란
- 김광일
- 정국환 (특별출연)
- 박구순 (특별출연)
- 윤하성 (특별출연)
- 김성일 (특별출연)
- 이소영 (특별출연)
- 한영순 (특별출연)